# Bisschop-assistent bij de pauselijke troon
De titel Bisschop-assistent bij de pauselijke troon (Latijn: Assistens Throno Pontificio) is een eretitel binnen de Rooms-Katholieke Kerk die tot 28 maart 1968 - toen de titel door paus Paulus VI bij motu proprio werd afgeschaft - kon worden verleend aan bisschoppen.
De erefunctie kon rechtstreeks door de paus, of op voordracht van een aartsbisschop of apostolisch nuntius worden verleend en gaf het recht om zich tijdens pontificale plechtigheden op te houden in de nabijheid van de pauselijke troon. De bisschop-troonassistent kwam in rang meteen na de kardinaal. Zij kregen het voorrecht zich graaf van het Apostolisch Paleis en het Hof van Lateranen te noemen. De drie patriarchen (van Venetië, Goa en Lissabon) waren ambtshalve troon-assistent.
De troonassistenten behoorden van oorsprong tot de Pauselijke Kapel en hadden een positie vergelijkbaar met die van kanunniken tot hun bisschop. Kanunniken die tijdens plechtige missen de zetels naast een bisschop bezetten, werden ook vaak troonassistenten genoemd. 
Naast de bisschop-troonassistent bestaat ook de prins-troonassistent van Zijne Heiligheid, een erfelijke kerkelijk-adellijke titel.